# بطولة العالم في بلياردو تسع الكرات 2011
بطولة العالم في بلياردو تسع الكرات 2011 هي البطولة المهنية للبلياردو التي تضم تسعة كرات والتي أقرها الاتحاد الدولي للبلياردو والتي نظمتها ماتشروم سبورت. عُقدت في الفترة من 25 يونيو إلى 1 يوليو في الدوحة عاصمة قطر واستضافها اتحاد قطر للبلياردو والسنوكر. عُقدت البطولات المؤهلة في الفترة من 21 إلى 23 يونيو حيث استضاف نادي السد كل من البطولات التأهيلية والأخيرة.
فاز الياباني يوكيو أكاكارياما على روني ألكانو من الفلبين 13-11 في المباراة النهائية ليصبح أول بطل عالمي من اليابان منذ عام 1998 عندما هزم تاكاهاشي كونيكيكو جوني آرتشر.

## شكل البطولة
- جميع المباريات عبر نظام القطع. جميع المباريات تقام من تسع نقاط.
- دورة الخروج المزدوج خلال مرحلة المجموعات: هناك 16 مجموعة تضم كل مجموعة ثمانية لاعبين. فوزان يؤهلان اللاعب إلى جولة خروج المغلوب في حين يخرج عند خسارته مرتين مع تقدم أربعة لاعبين لكل مجموعة إلى مرحلة خروج المغلوب.
- يتم إعادة رسم المباريات لمرحلة خروج المغلوب مع لاعبين غير مهزومين يتم تصنيفهم.
- بطولة الخروج من الخسارة الأولى خلال مرحلة خروج المغلوب. جميع المباريات تقام من أحد عشر نقطة باستثناء المباراة النهائية التي تقام من ثلاثة عشر نقطة.

## الجوائز
- جائزة الخروج من مرحلة المجموعات: 500 دولار أمريكي
- جائزة الخروج من الدور 64: 2,000 دولار
- جائزة الخروج من الدور 32: 2,500 دولار
- جائزة الخروج من الدور 16: 4,000 دولار
- جائزة الخروج من الدور الربع النهائي: 6,000 دولار
- جائزة الخروج من الدور النصف النهائي: 10,000 دولار
- جائزة الوصيف: 18,000 دولار
- جائزة الفائز: 36,000 دولار

## ملخصات يوم بيوم

### اليوم الأول (25 يونيو)
خصص اليوم الأول لمباريات الجولة الأولى.
- إيفرين رييس احتاج 17 رف لهزيمة مارك غراي. تقدم غراي 6-2 في بداية المباراة ولكن رييس عادل النتيجة في 7 للجميع. أسقط رييس الكرة في الشوط الثاني وفاز بالمباراة.[1]
- بقي فرانشيسكو بوستامانتي حامل اللقب في قائمة الفائزين عندما فاز بنتيجة 9-7 بعد أن تقدم 5-2 ضد الفلبيني كانيدا فيلامور. قام فيلامور الذي يعمل في المملكة العربية السعودية كمدرب سباحة بتقليص تقدم بستامانتي إلى 6-5. فاز بوستامانتي بعد أن قام بتحويل تسديدة بين 6 كرات و 9 كرات.
- مثل خصمه في نهائي العام الماضي احتاج وصيف بطولة 2010 كو بو-تشينغ أيضاً إلى 16 رف للفوز على أحمد توفي مورني من بروناي ليبقى في قائمة الفائزين.

### اليوم الثاني (26 يونيو)
انتهت في اليوم الثاني مباريات الجولة الأولى.
- سجل روني ألكانو من الفلبين أفضل زمن ضد الإريتري حمزة السعيد حيث سجل فوز بنتيجة 9-5. كما فاز مواطنه أنطونيو لينينغ المصنف الثالث عالميا بشكل مريح 9-4 ضد التايواني ليو تشنغ تشيه. سيواجه لينينغ الياباني توهرو كوريباياشي بعد فوزه على أوليفر أورتمان من ألمانيا 9-6.[2]
- سيواجه البريطاني داريل بيتش السعودي محمد الحازمي الذي أزعج المصنف 24 على العالم نغوين فوك لونغ 9-6 بعد فوزه على السنغافوري كينغ كوانغ تشان 9-5. مهنا العبيدلي المصنف الأول في قطر نجا من الإقصاء بعد فوزه على أندرو كونغ من هونغ كونغ بينما نجا مارك غراي أيضا من الإقصاء عندما تغلب على فليموس فولزس من المجر 9-7 بعد أن تراوح بين 2-7.
- احتاج إلى سبعة عشر رف ليفوز رادوسلاف بابيكا من بولندا ويوكيو أكاكارياما الياباني على الفلبيني رايمون فارون والقطري محمد البنعلي على التوالي ليظلوا في قائمة الفائزين.

### اليوم الثالث (27 يونيو)
خصص اليوم الثالث لمباريات الجولة الثانية. يتأهل الفائزون في قائمة الفائزين إلى دور 64.
- فاز جميع الفلبينيين وتأقدموا إلى الدور 64. كان كل من دينيس أوركولو ورييس وبوستامانتي وأوليفر مدينيلا وجيفري دي لونا وألان كوارتيرو وروني ألكانو وأنطونيو لينينغ ضمن دور 64. كان على البطل ألكانو عام 2006 اللجوء إلى 17 رف للفوز على رادوسلاف بابيتشا من بولندا بينما هزم كويرتيو وهو عامل فلبيني في الخارج في الكويت ماركوس تشامات من السويد.[3]
- فاز شين فان بوينينغ وهو أحد أمريكيين اثنين في البطولة في 17 رف على بطل 2005 وو جيا تشينغ. تقدم وو 2-0 ولكن تمكن فان بوينينغ من الفوز في نهاية المطاف.

### اليوم الرابع (28 يونيو)
خصص اليوم الرابع لمباريات الدور الثاني في فئة الخاسرين. الخاسرون يتم إقصائهم.
- تم إقصاء جميع القطريين من المنافسة: لقد تعرض مهنا العبيدلي للخسارة على يد الروسي قسطنطين ستيبانوف 9-3 بينما خسر الياباني توهرو كوريباياشي رفاً واحداً في طريقه بفوزه على طاهر حسين وكان وليد مجيد الأقرب من القطريين في مرحلة خروج المغلوب إلا أنه تعرض للخسارة على يد هنتر لومباردو من الولايات المتحدة في 17 رف بينما خسر فوال عبد اللطيف أمام ناويوكي أوي الياباني 9-6.[4]
- حققت البريطانيون نجاحًا كبيرًا حيث تقدم سبعة منهم إلى جولة خروج المغلوب.
- المباراة بين أنطونيو غابيتشا من الفلبين وفو جيان بو احتاجت 17 رف للانتهاء. تقدم جابيكا المقيم في قطر بنتيجة 6-1 لكن الصيني فاز بأربعة الأرفف التالية. فاز غابيكا بالرف الحاسم ليتقدم إلى مرحلة خروج المغلوب.
- تبادل اللاعبان التايواني كو بينغ تشون وكوانغ يونغ من كوريا الجنوبية تقدمهما في المباراة حتى اندفع يونغ إلى الأمام 7-4. تعادل كو في السابعة لكن الكوري الجنوبي فاز بالرفين التاليين ليتأهل إلى الدور التالي.
- هزم بطل العالم السابق لمرتين وو جيا تشينغ من قبل ماريوس سكونيزني بعد أن غاب وو عن الكرة الثامنة في مباراة الحسم. فاز سكونيزني بالكرتين الأخيرتين ليهزم وو.

### اليوم الخامس (29 يونيو)
عقد دور 64 في اليوم الخامس.
- في المباراة التي شارك فيها الفلبينيون هزم فيلامور رييس 11-5 ليتقدم إلى دور 32. كان رييس يعاني من ضعف في كسر مما تسبب في هزيمته.[5]
- سيواجه كل من بوستامانتي والإندونيسي ريان سيتياوان بعضهما بعضاً بعد هزيمة خصومهما. فاز بوستامانتي على الألماني ساشا أندريه تيغه 11-4 في حين أن الإندونيسي هزم كارلو كابيلو من إسبانيا 11-8.
- تقدم غابيكا على الفنلندي ميكا إيمونين 4-1 ثم 10-6. فاز الفنلندي بالرفوف الأربعة التالية للذهاب إلى جولة الحسم. أسقط غابيكا الكرة الأولى مما جعله يفوز بالمباراة.
- حصل مارك غراي من المملكة المتحدة على فوز بعد تأخر في النتيجة ضدّ وصيف العام الماضي كو بو-تشينغ. تقدم كوو 10-6 لكن غراي فاز بالرفوف التالية بما في ذلك الجري الأخير في الحامل النهائي ليفوز بالمباراة. سيلتقي غراي مواطنه البريطاني كريس ميلينغ الذي تغلب على الكوري هوانغ يونغ.

### اليوم السادس (30 يونيو)
بحلول نهاية اليوم السادس بقي أربعة لاعبين فقط يلعبون في اليوم الأخير.

#### دور 32
- كان بوستامانتي متقدم 9-4 عندما تشتت من قبل مصور صحافي. هذا هو الوقت الذي واجه فيه منافسه الإندونيسي ريان سيتياوان معه بنتيجة 10-7. عادل ريان النتيجة 10-10. انخرط الاثنان في جولة الحسم عندما خسر ريان وتقدم بوستامانتي إلى الجولة التالية في وقت لاحق من اليوم.[6]
- في مباراة فلبينية بالكامل تقدم كارلو بيوادو على لي فان كورتيزا 8-5 عندما استعاد كورتيزا التقدم في 9-6 عندما أخطأ في تسديدة من 9 كرات التي كان يمكن أن تضعه على التل. سدد بيوادو بنجاح بقية الكرات ليفوز بالمباراة ويتأهل للدور التالي.

#### دور 16
- تقدم شاين فان بوينينغ وهو الأمريكي الوحيد المتبقي في البطولة على البريطاني دارين أبلتون 6-3. تعادل أبليتون في 6-6 ثم أخذ زمام المبادرة 7-6. تبادل الأثنان التقدم عندما وصل أبلتون إلى التل أولا عندما فوتها الأمريكي. تعادل فان بوينينغ. على الرف الأخير تقدم فان بوينينغ على أبليتون لمدة عشر دقائق. غاب عن أبلتون ولكن لم يكن هناك أي تسديدة واضحة حيث درس فان بوينينغ الكرة لعدة دقائق قبل أن يسدد الكرة ليحقق الفوز.[7]
- سيواجه بطل العالم 2007 داريل بيتش الفائز بالبطولة في عام 2011 دينيس أوركولو بعد هزيمة البريطاني كو بين يي. كان أوركولو في وقت سابق قد تغلب على حامل اللقب بوستامانتي في دور 32.
- هزم مارك غراي زميله البريطاني كريس ميلينغ للانضمام إلى بيتش بوصفهما البريطانيين الوحيدين في الدور ربع النهائي.
- قضى يوكيو أكاكارياما على بيادو للانضمام إلى تورو كوريباشي الذي هزم أيضا فلبيني آخر هو أنطونيو لينينغ. انضم اللاعبان اليابانيان إلى الفلبينيين والبريطانيين والأمريكيين في الدور ربع النهائي.

#### الدور الربع النهائي
- تقدم أوركولو 5-0 على بيتش حيث أن البريطاني لم يقترب أكثر ليخسر 11-2.[8]
- تقدم غراي 4-0 على فان بوينينغ عندما فاز الأمريكي في الأرفف الخمسة التالية ليتقدم 5-4. ثم ربح غراي الأرفف الأربعة التالية وتقدم بعد ذلك 10-6 في المباراة. سجل فان بوينينغ الذي كان يجب عليه الفوز بجميع الأرفف المتبقية في مجموعتين بعد خطأ غراي. انكسر فان بوينينغ ونفد على الرف التالي ثم عطل غراي في الشوط الثاني على الرف التالي. كان فان بوينينغ في طريقه إلى النفاد عندما غاب عن اللقطة التي انطوت على الجسر. استغل الاثنان وقتهما في دراسة تسع كرات عندما ارتكب فان بوينينغ سلوكا خاطئا استغله غراي للفوز في المباراة.
- تقدم تورو كوريباياشي على روني ألكانو 7-3 عندما تعادل كوريباياشي في النتيجة 8 أهداف. استعاد ألكانو الصدارة لكن كوريبايشي فاز بالرفين التاليين. أدرك ألكانو التعادل في الوقت النهائي. كسر كوريباياشي للعبة ولكن تم إقفال اثنين في معركة السلامة. تمكن ألكانو من ضرب الكرة 3 التي لم تقع على الجيب. ثم ركض ألكانو لمواجهة أوركولو في الدور قبل النهائي لضمان أن يلعب الفلبيني في المباراة النهائية.
- كان فيناتشيو تانيو يتخلف بشكل دائم عن أكاكارياما حتى تعادل في المباراة 8-0 ثم قاد 9-8. افتقد تسديدة سهلة على الكرة 6 التي أدت إلى أكاكارياما ينفد رفوف لإدراك التعادل من جديد. غاب تانيو عن طلقة بنك لكن الكرة سقطت في جيب غير مقصود للوصول إلى التل أولاً وكسر أكاكارياما وركض لادراك التعادل في المباراة للمرة الأخيرة. كان تانيو في طريقه إلى الشوط الأول ونفد عندما واجه تسديدة صعبة على الكرة الثامنة. أسقط الكرة 8 ولكن بعد ذلك واجه تسديدة صعبة أخرى على الكرة 9. غاب تانيو وواجه أكاكارياما الكرة 9 على الطاولة. استغرق أكاكارياما أكثر من عشر دقائق لدراسة لقطة قبل التسديد إلى الجيب لاقتناص مكان في الدور النصف النهائي.

## مرحلة إخراج المغلوب

### النهائي
| Player           | الأخيرة | الرف | الرف | الرف | الرف | الرف | الرف | الرف | الرف | الرف | الرف | الرف | الرف | الرف | الرف | الرف | الرف | الرف | الرف | الرف | الرف | الرف | الرف | الرف | الرف | الرفوف الفائزة |
| Player           | الأخيرة | 1    | 2    | 3    | 4    | 5    | 6    | 7    | 8    | 9    | 10   | 11   | 12   | 13   | 14   | 15   | 16   | 17   | 18   | 19   | 20   | 21   | 22   | 23   | 24   | الرفوف الفائزة |
| ---------------- | ------- | ---- | ---- | ---- | ---- | ---- | ---- | ---- | ---- | ---- | ---- | ---- | ---- | ---- | ---- | ---- | ---- | ---- | ---- | ---- | ---- | ---- | ---- | ---- | ---- | -------------- |
| روني ألكانو      | •       | Won  |      | Won  |      | Won  |      | Won  |      |      |      | Won  |      | Won  |      |      | Won  | Won  | Won  |      |      | Won  | Won  |      |      | 11             |
| يوكيو أكاكارياما |         |      | Won  |      | Won  |      | Won  |      | Won  | Won  | Won  |      | Won  |      | Won  | Won  |      |      |      | Won  | Won  |      |      | Won  | Won  | 13             |

## الأداء لكل بلد
| الدولة                   | 128 | 96 | 64 | 32 | 16 | 8 | 4 | 2 |
| ------------------------ | --- | -- | -- | -- | -- | - | - | - |
| الفلبين                  | 18  | 18 | 17 | 10 | 7  | 3 | 2 | 1 |
| اليابان                  | 5   | 5  | 5  | 4  | 2  | 2 | 1 | 1 |
| بريطانيا العظمى          | 9   | 9  | 7  | 6  | 3  | 2 | 1 | 0 |
| الولايات المتحدة         | 2   | 2  | 2  | 2  | 1  | 1 | 0 | 0 |
| تايبيه الصينية           | 7   | 6  | 6  | 4  | 2  | 0 | 0 | 0 |
| ألمانيا                  | 6   | 6  | 5  | 1  | 1  | 0 | 0 | 0 |
| بولندا                   | 4   | 3  | 3  | 2  | 0  | 0 | 0 | 0 |
| إندونيسيا                | 2   | 2  | 1  | 1  | 0  | 0 | 0 | 0 |
| كرواتيا                  | 1   | 1  | 1  | 1  | 0  | 0 | 0 | 0 |
| فرنسا                    | 1   | 1  | 1  | 1  | 0  | 0 | 0 | 0 |
| هولندا                   | 3   | 3  | 3  | 0  | 0  | 0 | 0 | 0 |
| الصين                    | 5   | 5  | 2  | 0  | 0  | 0 | 0 | 0 |
| إيران                    | 2   | 2  | 2  | 0  | 0  | 0 | 0 | 0 |
| كندا                     | 5   | 4  | 1  | 0  | 0  | 0 | 0 | 0 |
| فنلندا                   | 3   | 2  | 1  | 0  | 0  | 0 | 0 | 0 |
| إسبانيا                  | 3   | 2  | 1  | 0  | 0  | 0 | 0 | 0 |
| كوريا الجنوبية           | 2   | 2  | 1  | 0  | 0  | 0 | 0 | 0 |
| النمسا                   | 1   | 1  | 1  | 0  | 0  | 0 | 0 | 0 |
| بلجيكا                   | 1   | 1  | 1  | 0  | 0  | 0 | 0 | 0 |
| بروناي                   | 1   | 1  | 1  | 0  | 0  | 0 | 0 | 0 |
| روسيا                    | 1   | 1  | 1  | 0  | 0  | 0 | 0 | 0 |
| قطر                      | 8   | 5  | 0  | 0  | 0  | 0 | 0 | 0 |
| الإمارات العربية المتحدة | 6   | 3  | 0  | 0  | 0  | 0 | 0 | 0 |
| الكويت                   | 4   | 4  | 0  | 0  | 0  | 0 | 0 | 0 |
| سوريا                    | 3   | 2  | 0  | 0  | 0  | 0 | 0 | 0 |
| الهند                    | 2   | 2  | 0  | 0  | 0  | 0 | 0 | 0 |
| فيتنام                   | 2   | 2  | 0  | 0  | 0  | 0 | 0 | 0 |
| هونغ كونغ                | 2   | 1  | 0  | 0  | 0  | 0 | 0 | 0 |
| لبنان                    | 2   | 1  | 0  | 0  | 0  | 0 | 0 | 0 |
| البرتغال                 | 2   | 1  | 0  | 0  | 0  | 0 | 0 | 0 |
| سنغافورة                 | 2   | 1  | 0  | 0  | 0  | 0 | 0 | 0 |
| السعودية                 | 3   | 0  | 0  | 0  | 0  | 0 | 0 | 0 |
| بنغلاديش                 | 1   | 0  | 0  | 0  | 0  | 0 | 0 | 0 |
| مصر                      | 1   | 0  | 0  | 0  | 0  | 0 | 0 | 0 |
| إرتريا                   | 1   | 0  | 0  | 0  | 0  | 0 | 0 | 0 |
| إستونيا                  | 1   | 0  | 0  | 0  | 0  | 0 | 0 | 0 |
| المجر                    | 1   | 0  | 0  | 0  | 0  | 0 | 0 | 0 |
| إيطاليا                  | 1   | 0  | 0  | 0  | 0  | 0 | 0 | 0 |
| الأردن                   | 1   | 0  | 0  | 0  | 0  | 0 | 0 | 0 |
| ماليزيا                  | 1   | 1  | 0  | 0  | 0  | 0 | 0 | 0 |
| نيوزيلندا                | 1   | 0  | 0  | 0  | 0  | 0 | 0 | 0 |
| السويد                   | 1   | 1  | 0  | 0  | 0  | 0 | 0 | 0 |
| الأوروغواي               | 1   | 1  | 0  | 0  | 0  | 0 | 0 | 0 |
| فنزويلا                  | 1   | 1  | 0  | 0  | 0  | 0 | 0 | 0 |